# Camps de concentration oustachis

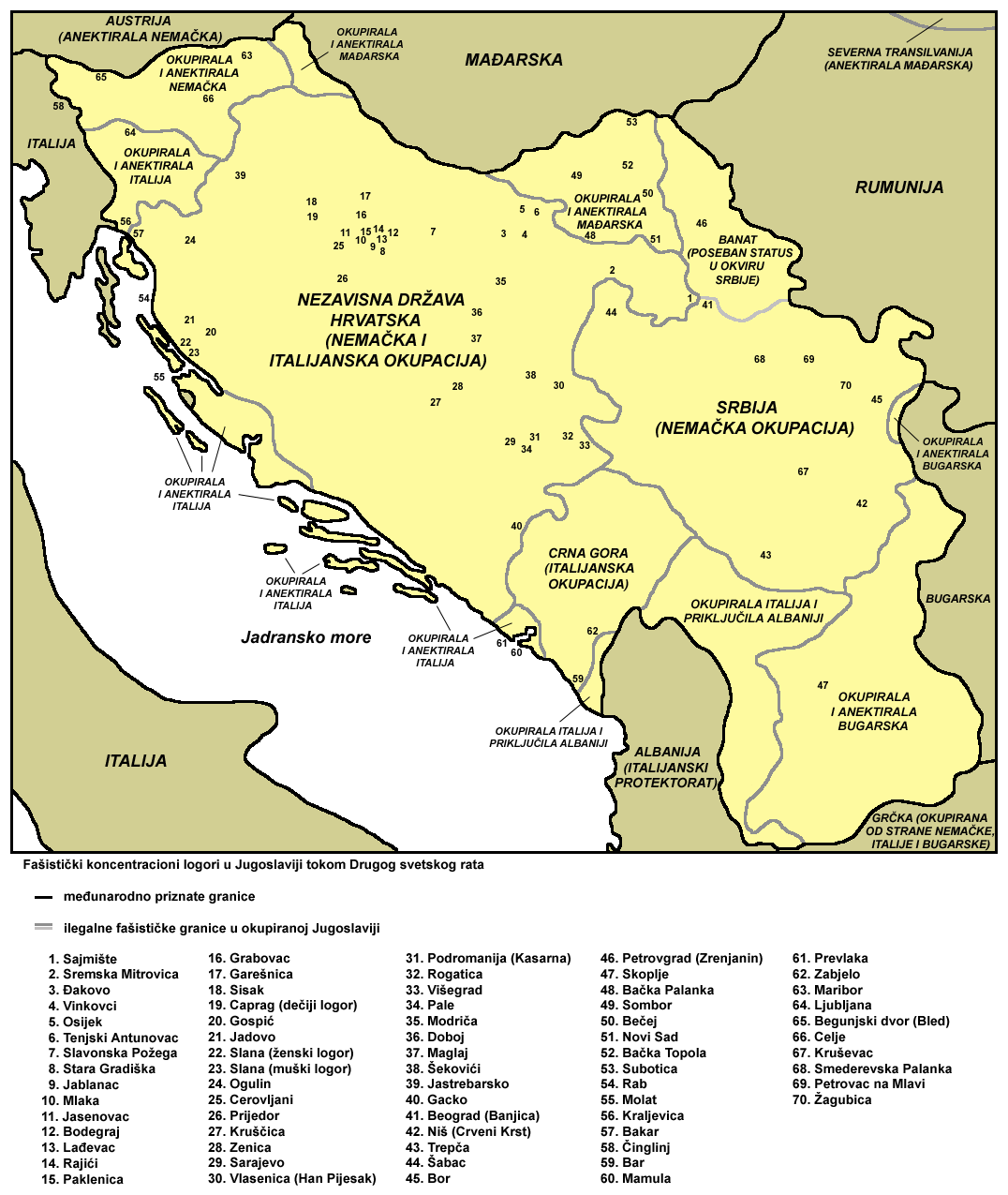
Camps de concentration et d'extermination fasciste en Yougoslavie

Les camps de concentration oustachis ont été installés et opérés par l'État indépendant de Croatie de 1941 à 1945, durant la Seconde Guerre mondiale, pour concentrer et exterminer les populations non croates du territoire, principalement des Serbes chrétiens orthodoxes, mais aussi des Juifs et des Tziganes. Le nombre de morts dans ces camps est de l'ordre de plusieurs dizaines de milliers de personnes.

## Organisation
La déportation est décidée uniquement par les Oustachis, qui, selon une circulaire, peuvent arbitrairement arrêter n'importe qui et l'envoyer dans un camp pour une durée de trois mois à trois ans.
La garde des camps était confiée à une unité spéciale : Ustaška obrana (Défense oustachie). Le directeur de l'ensemble des camps était Vjekoslav Luburić.

## Liste des principaux camps
- Camp de concentration de Danica près de Koprivnica
- Camp d'internement de Đakovo (en)
- camp de concentration de Tenja (en)
- Camp de concentration de Gospić
- Camp de concentration de Jadovno
- Camp de concentration de Jasenovac
- Camp de concentration de Jastrebarsko
- Camp de Kerestinec
- Camp de concentration de Kruščica près de Vitez
- Camp de Lepoglava (hr)
- Camp de concentration de Lobor
- Camp de concentration de Sajmište près de Zemun
- Camp de concentration de Sisak
- Camp de concentration de Slana sur l'île de Pag
- Camp d'extermination de Stara Gradiška[2]
- Camp de Tenja (en) près d'Osijek
- Camp de concentration de Lepoglava (en)
- Camp de concentration de Jastrebarsko
- Camp de concentration de Gorjna Rijeka

### Camp de Danica
Le camp de Danica, situé près de Koprivnica, est créé fin avril 1941 pour désengorger les prisons. Le premier convoi, de 200 hommes, arrive le 29 avril. À la mi-mai on compte 3 000 prisonniers, qui arrivent dans des wagons plombés portant l'inscription fruits et légumes. Ce camp est principalement un centre de tri, mais les exécutions y sont nombreuses. En juillet, les 9 000 prisonniers reçoivent 1 livre de pain par jour par groupe de 14, soit 35 grammes par personne. A la fin juillet, les prisonniers présents sont exécutés et le camp est fermé.

### Camp de Đakovo
Ouvert en décembre 1941, le camp de Đakovo accueille alors 1 830 femmes et enfants juifs et 50 femmes serbes. Fin février 1942, alors que la température est tombée à −25 °C, 1 200 femmes accompagnées de plusieurs centaines d'enfants viennent grossir le nombre de prisonniers qui trouvent refuge dans un dépôt sans portes ni fenêtres. À la mi-mars, avec le froid et des rations réduites au minimum, une épidémie de typhus pétéchial emporte 5 à 6 personnes par jour. Les femmes non malades sont battues, torturées ou violées. En juillet 1942, le camp est fermé. On estime à 2 400 le nombre de victimes.

### Camp de Jasenovac

Plan du camp principal de Jasenovac

Le camp de Jasenovac est constitué de cinq sites de détention créés entre août 1941 et février 1942 par les autorités de l'État indépendant de Croatie, au confluent des rivières Una et Save. Dirigé par le général oustachi Vjekoslav Luburić puis par Dinko Šakić en 1944, il est le plus grand en Croatie (46 kilomètres carrés, six fois plus étendu qu'Auschwitz).
Dans ce camp sont déportés en majorité des Serbes (femmes et enfants compris) chrétiens orthodoxes, des Juifs et des Tziganes ainsi que des résistants aux nazis et aux oustachis (des Serbes en particulier). Le camp no 1 est créé pour y enfermer les Juifs et les Tziganes. Le camp no 2 est créé ensuite, pour y enfermer les autres déportés. En novembre 1941, ces camps sont inondés par la Sava. Trois autres camps sont alors créés.
Jasenovac ne possède pas de chambres à gaz ; les prisonniers y sont tués de « 57 façons différentes », par épuisement au travail, en les affamant, avec des armes à feu, des armes blanches (couteaux, marteaux) ou des pierres. Les maladies qui y sévissent ont également tué de nombreux prisonniers. Une partie des victimes sont enterrées alors que d'autres sont brûlées dans des fours crématoires, aménagés dans une ancienne briqueterie.
L'historien de l'institut Shem Olam de l'Holocauste considère que le camp de Jasenovac était le plus cruel et le plus sadique de tous les camps car les Oustachis se plaisaient à torturer les gens et jouissaient de les observer durant le processus,.

### Camp de Jadovno

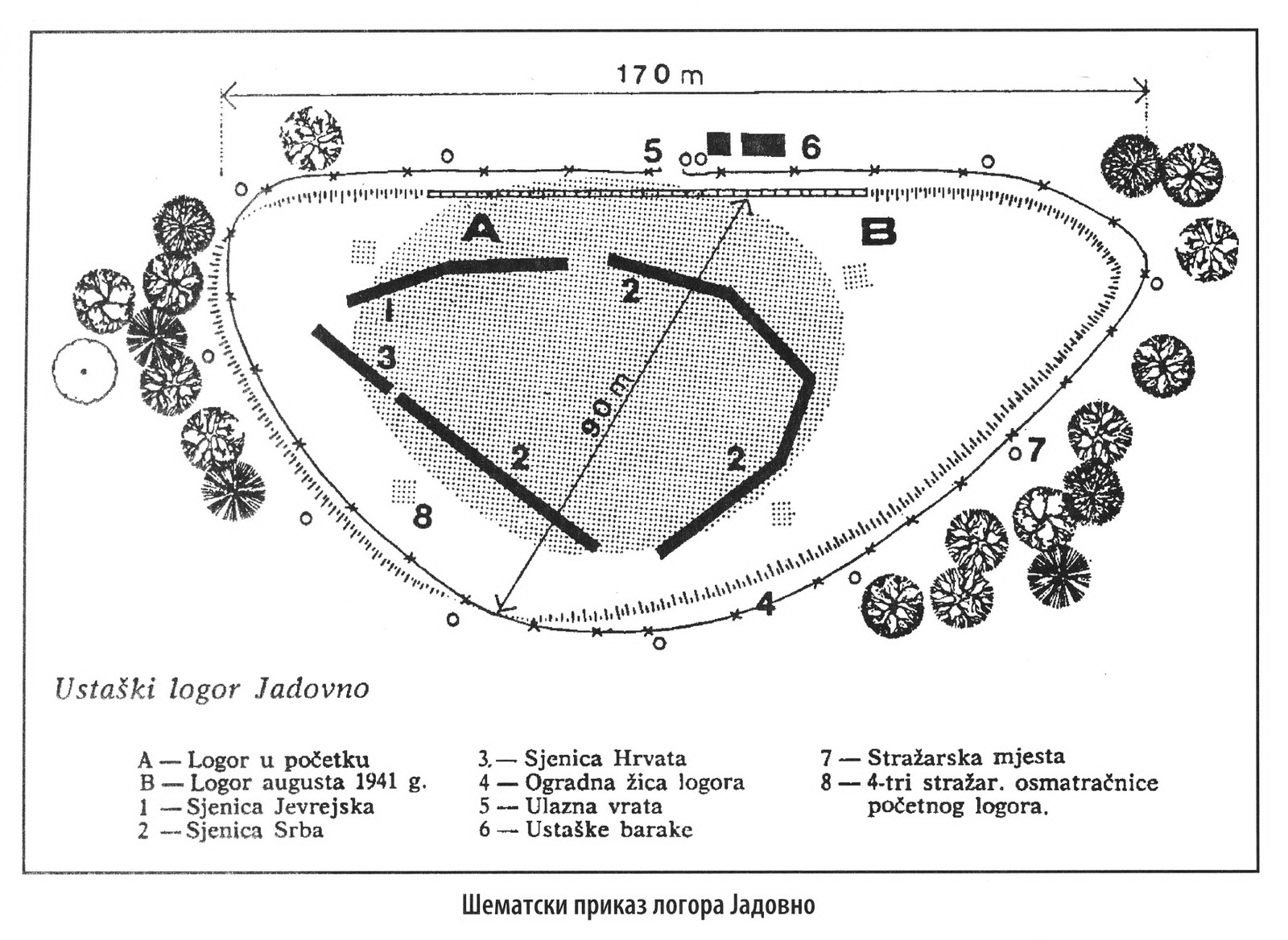
Plan du camp de Jadovno

Le camp de Jadovno, qui accueille ses premiers prisonniers le 22 mai 1941, est le premier véritable camp d'extermination croate. Ceux-ci reçoivent l'ordre de construire une enceinte de quatre mètres de haut avec des barbelés, ainsi que deux baraques pour le logement des gardiens. À l'intérieur de l'enceinte, il n'y a rien pour les prisonniers qui dorment par terre sans abri au pied des montagnes du Velebit. À partir de fin juin 1941, des groupes de 300  à   400 prisonniers arrivent quotidiennement au camp ou ils sont presque immédiatement amenés sur un versant appelé Fosse de Saranova, situé à 5 km du camp, où ils sont égorgés ou assommés à coup de barre de fer puis jetés dans la fosse. À la fin de juillet 1941, on estime à 10 000 le nombre de personnes ainsi exécutées. En aout, l'afflux de prisonniers augmente ainsi que le nombre d'exécutions si bien que les oustachis ouvrent la fosse de Grgin Brijeg. À la fin du mois, le camp ferme ses portes. Les derniers 1 500 prisonniers sont fauchés à la mitrailleuse sur le bord de la fosse. 150 autres réquisitionnés pour démanteler le camp seront jetés vivants dans la fosse, puis tués par grenades. Le nombre de victimes varie entre 35 000 et 75 000 selon les sources.

### Camp de Kerestinec
Ce camp, créé le 18 mai 1941, est installé dans un château. Les intellectuels et les personnalités civiles de Zagreb, située à 25 km, y sont enfermés puis fusillés à partir du 8 juillet. Dans la nuit du 13 au 14 juillet, un groupe de Partisans yougoslaves, lance une attaque qui échoue. Quatorze  détenus parviendront à s'enfuir, tous les autres seront fusillés le lendemain et le camp est fermé le 16 juillet.

### Camp de Kruščica
Ouvert juste avant l'arrivée des Italiens, le camp de Kruščica, accueillit un millier de femmes et d'enfants évacués de l'île de Pag. Les conditions de détention sont lamentables. Les baraques n'ont pas de toit, il n'y a pas de châlits, les prisonniers en sont réduits à dormir dans la boue et la ration journalière est de quatre morceaux de pommes de terre par jour. Toutes les femmes, et les fillettes de plus de 10 ans sont violées. Seules les vieilles en échappent. À la fin septembre 1941, le camp est fermé et les 3 000 détenus sont transférés dans les camps de Loborgrad et de Jasenovac.

### Camp de Loborgrad
Loborgrad était un ancien château, qui accueillait principalement les femmes et les enfants qui étaient en très mauvaise condition physique après leur passage au camp de concentration de Kruščica, près de Vitez. Entassés par groupe de 80-90 personnes par pièce, il n'existe que quatre latrines accessibles 10 heures par 24 heures. Après plusieurs épidémies de typhus, le camp est fermé en octobre 1942 et les prisonnières transférées à Auschwitz d'où aucune ne reviendra.

### Camp de Slana
Le camp de Slana sur l'île de Pag fut un camp de courte durée, mais où les exécutions furent particulièrement nombreuses. Le 25 juin 1941, le camp accueille le premier groupe de prisonniers. À l'arrivée des troupes d'occupation italienne le 20 août 1941, celles-ci trouvent des quantités phénoménales de cadavres, en particulier dans une fosse située à Fornace. On estime à 10 000 le nombre de personnes massacrées en l'espace de deux mois.

### Camp de Stara Gradiška

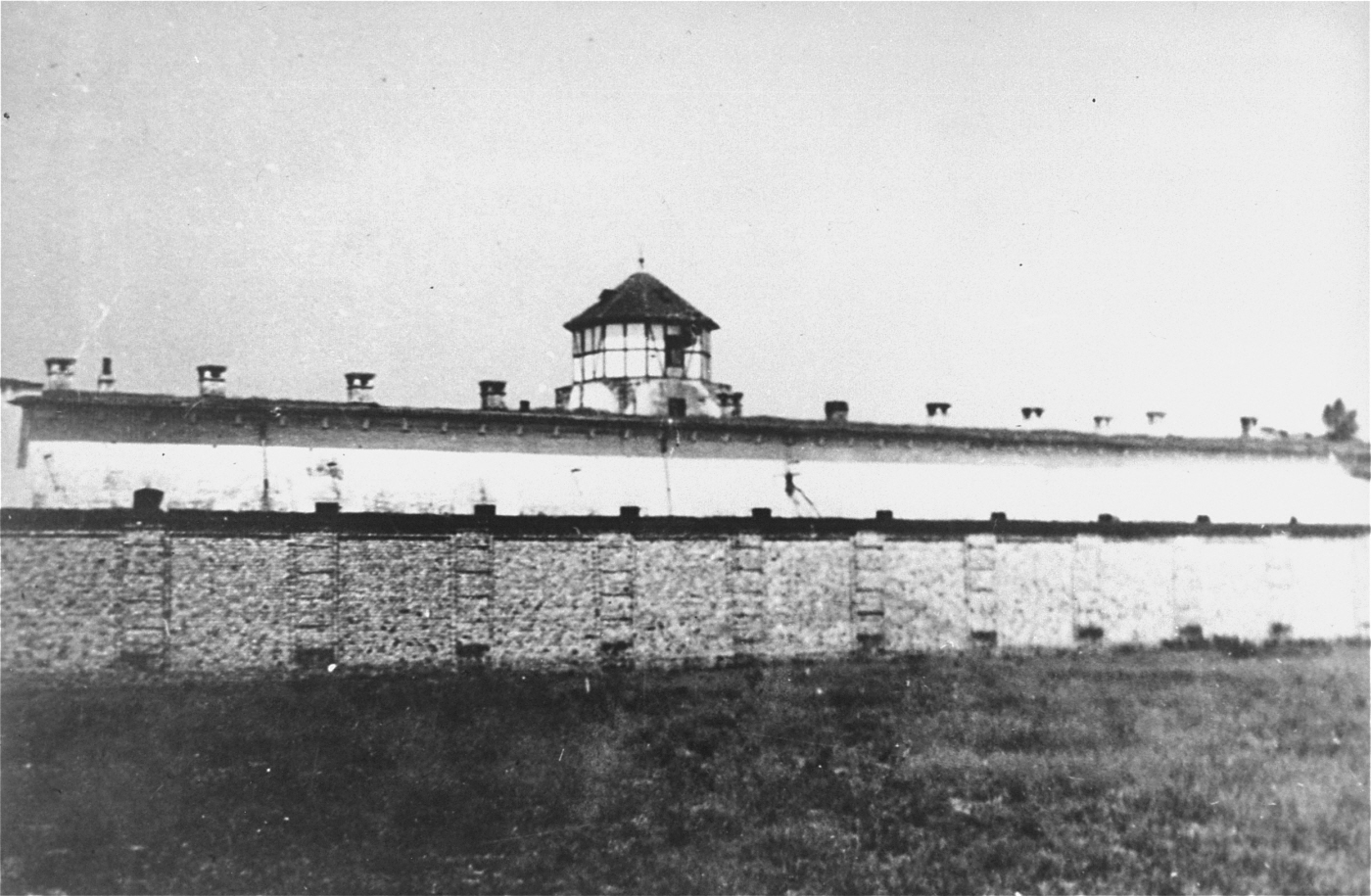
Le camp de concentration de Stara Gradiska.

Le camp de Stara Gradiška, initialement une forteresse, est un camp d'extermination pour femmes et enfants ouvert à l'automne 1941, où tous les détenus seront tués de manière féroce. Quelque 660 femmes atteintes de typhus et de dysenterie y seront massacrées en une journée. Lorsque les troupes de Tito libèrent le camp le 25 avril 1945, les Partisans yougoslaves y trouvèrent seulement six survivants cachés dans un puits.
En quatre ans 75 000 personnes y furent assassinées.

## Victimes

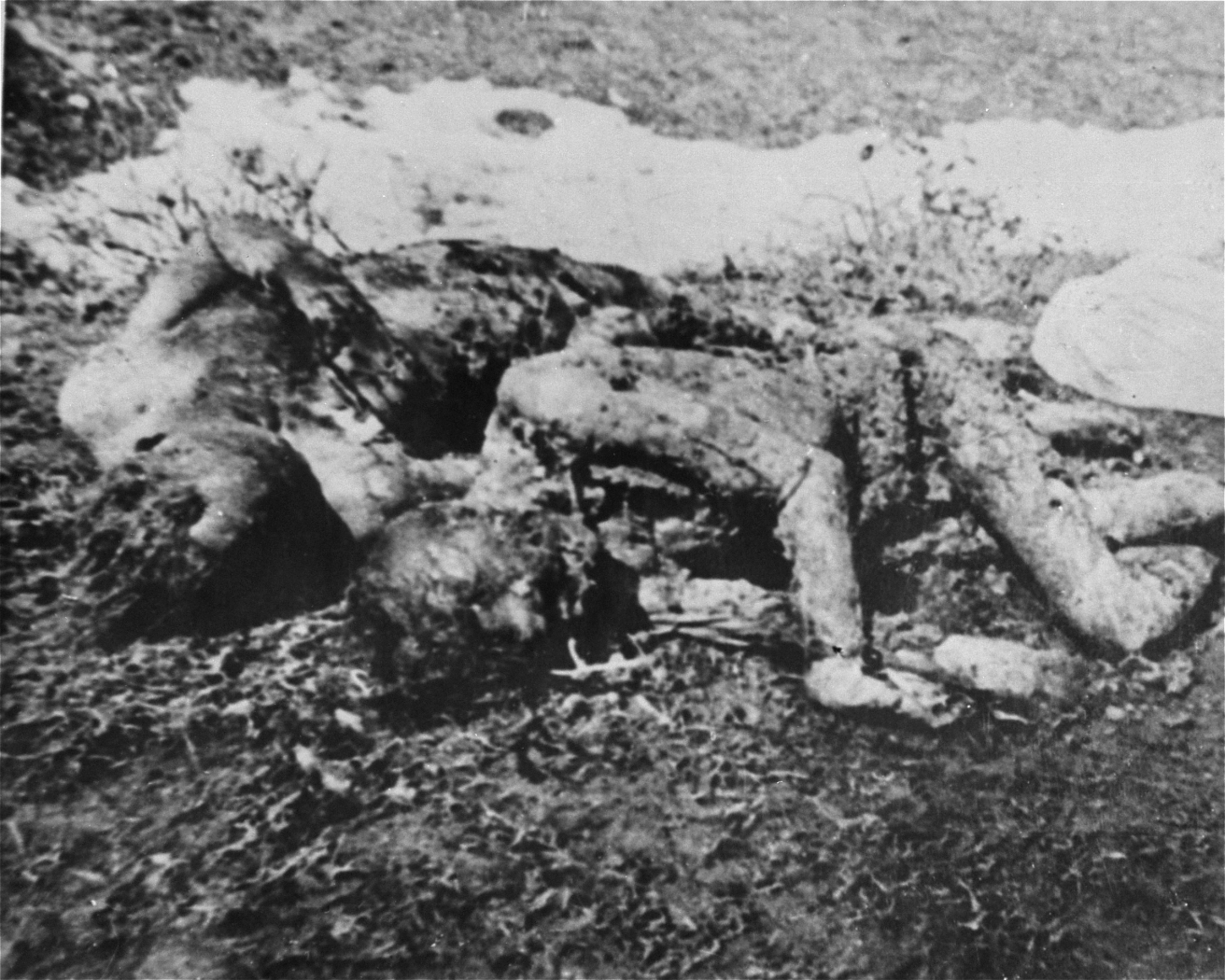
Deux victimes du camp de Jasenovac

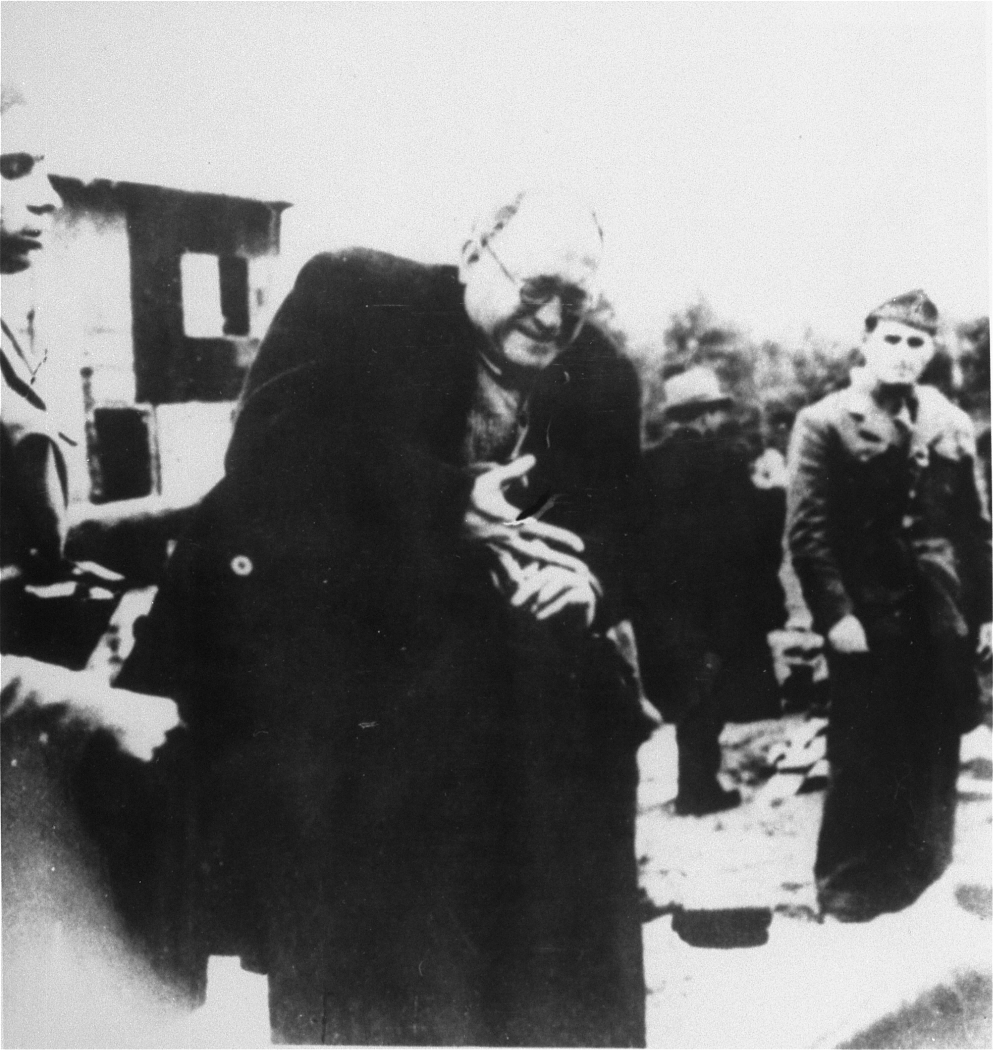
L'industriel juif de Zagreb, Teodore Grunfeld (1879-1942), forcé de retirer son alliance à son arrivée au camp de Jasenovac, avant d'être tué, 1941-1942

Les Oustachis ont tenté de convertir au catholicisme les Serbes ; ceux qui restaient chrétiens orthodoxes étaient exterminés avec les Juifs et les Tsiganes, comme tous ceux qui s'opposaient à eux, notamment les partisans résistants croates pro-yougoslaves. [réf. souhaitée] Les Oustachis créèrent plusieurs camps de concentration, dont notamment celui de Jasenovac. Le ministre oustachi de la culture, Mile Budak, affirma lors d'un discours qu'un tiers des Serbes devaient être convertis, un tiers exterminés et un tiers chassés de l'État indépendant croate. [réf. souhaitée]
Le nombre exact de victimes, spécialement de victimes serbes, n'est pas connu, seules des estimations existent, mais il est certain que plusieurs centaines de milliers de personnes furent tuées dans les camps de concentration et en dehors. Les livres d'histoire (supervisés par le régime titiste) de la république fédérative socialiste de Yougoslavie parlent de 1 700 000 victimes pour l'ensemble de la Yougoslavie, chiffre calculé en 1946 sur la base de la perte démographique de population (la différence entre le nombre actuel de personnes après la guerre et la population qu'aurait compté le territoire si la croissance démographique d'avant-guerre s'était poursuivie). C'est le nombre qui fut utilisé par Edvard Kardelj et Moša Pijade pour la demande de réparation de guerre faite à l'Allemagne.
Une étude de la fin des années 1980 du Croate Vladimir Žerjavić (en) et du Serbe Bogoljub Kočović (en), Gubici stanovnistva Jugoslavije u drugom svjetskom ratu, estime à 550 000 Serbes, 20 000 Croates, 90 000 Bosniaques, 60 000 Juifs, 50 000 Monténégrins et 30 000 Slovènes le nombre de victimes du régime oustachi,. Victimes auxquelles il faut ajouter l'envoi de centaines de milliers de Serbes sur le front contre les Allemands par Tito (Croate et chef communiste de la résistance yougoslave), dont peu revinrent [réf. souhaitée].
Serbes
Selon le dossier du président Roosevelt, en vue de la conférence de Téhéran de 1943, 744 000 Serbes furent exterminés dont 600 000 exclusivement par les Oustachis, le rapport précise qu'il ne tient pas compte des pertes militaires des résistants ni des pertes civiles dues au bombardement [Lequel ?].
Les sources serbes officielles quant à elles estiment à 700 000 le nombre de Serbes exécutés par les Oustachis. Ces chiffres sont cependant grandement revus à la baisse par les autorités du United States Holocaust Memorial Museum qui estiment que ces chiffre n'aurait guère dépassé les 390 000 victimes serbes dont seulement 45 000 à 52 000 victimes à Jasenovac.[réf. nécessaire]
Juifs
Sur les 35 000 Juifs vivant sur le territoire, seuls 20 % (environ 6 000) survécurent à la guerre. Selon le démographe croate Vladimir Zerdajic, 19 800 Juifs ont été tués dans les camps croates, dont 13 000 dans celui de Jasenovac. Des milliers d'autres Juifs furent déportés vers les camps d'extermination nazis à partir de 1942, avec l'approbation du gouvernement croate, qui laisse également les dizaines de Croates juifs vivant en Allemagne être déportés.
Les victimes juives seraient, selon le dossier du président Roosevelt cité précédemment, 63 200 victimes dont 24 000 hors de Yougoslavie dans les camps et 39 000 en Yougoslavie.
Tsiganes
De même, on dénombra 40 000 Tsiganes de moins après la fin du conflit. [réf. souhaitée]
Jasenovac
Selon l'étude du Croate Vladimir Žerjavić (en), dont les résultats concordent avec ceux du Serbe Bogoljub Kočović (en), le nombre de victimes à Jasenovac est 85 000, dont 50 000 Serbes, 13 000 Juifs, 12 000 Croates et 10 000 Tsiganes. Le 20 avril 1998 lors du procès, en Croatie, du criminel de guerre Dinko Šakić, responsable du camp en 1944, l'acte d'accusation a retenu le chiffre de 50 000 victimes.
Selon le United States Holocaust Memorial Museum :

« À cause des différences de point de vue et du manque de sources, les estimations du nombre de victimes serbes en Croatie varient largement, de 25 000 à plus d'un million. Les estimations de Serbes tués à Jasenovac varient de 25 000 à 700 000. Les sources les plus fiables estiment le nombre de Serbes tués par les Oustachis entre 330 000 et 390 000, dont 45 000 à 52 000 Serbes assassinés à Jasenovac. »

### Citations originales
1. ↑  (en) « Due to differing views and lack of documentation, estimates for the number of Serbian victims in Croatia range widely, from 25,000 to more than one million. The estimated number of Serbs killed in Jasenovac ranges from 25,000 to 700,000. The most reliable figures place the number of Serbs killed by the Ustaša between 330,000 and 390,000, with 45,000 to 52,000 Serbs murdered in Jasenovac. »